# Libanons nationalpakt
Libanons nationalpakt (arabiska: الميثاق الوطني) är en oskriven överenskommelse som kom till i samband med grundläggande av den libanesiska staten såsom en flerkonfessionell stat, och präglar landet fram till nutid. Efter förhandlingar mellan muslimska shiiter, sunni och maronitisk-katolska ledare föddes nationalpakten sommaren 1943 och möjliggjorde därmed ett oberoende Libanon.
Viktiga punkter i överenskommelsen:
- De maronitiska katolikerna motsätter sig utländsk intervention, utan accepterar Libanon som ett arabland i stället för ett västerländskt land.
- Muslimerna motsätter sig att ena landet med Syrien.
- Presidenten ska alltid vara maronit.
- Premiärministern ska alltid vara sunni.
- Ordförande för nationalförsamlingen ska alltid vara shiia.
- Parlamentets vice talman och vice premiärministern ska alltid vara grekisk-ortodox.
- Chefen för den högsta byråkratiska ledningen ska alltid vara drus.
- Parlamentsledamöternas fördelning mellan kristna och muslimer ska ha en ratio om 6:5 till de kristnas fördel. (Binder 1966:276).